# Süper Lig 2025-2026
La Süper Lig 2025-2026, anche nota come Trendyol Süper Lig 2025-2026 per motivi di sponsorizzazione, è la 68ª edizione della massima divisione del campionato turco di calcio. La stagione è iniziata l'8 agosto 2025 e terminerà il 17 maggio 2026.

## Stagione

### Novità
Al termine della stagione precedente Adana Demirspor, Hatayspor, Sivasspor e Bodrum sono retrocesse in TFF 1. Lig, dalla quale invece sono state promosse Kocaelispor, Gençlerbirliği (rispettivamente prima e seconda classificata), e Fatih Karagümrük (che ha vinto i play-off): pertanto le squadre partecipanti sono diminuite da 19 a 18.
La città più rappresentata rimane di gran lunga Istanbul, con sette club (Beşiktaş, Eyüpspor, Fatih Karagümrük, Fenerbahçe, Galatasaray, İstanbul Başakşehir, e Kasımpaşa), sei dei quali espressione dei quartieri europei della metropoli sul Bosforo. Dopo un anno di assenza dalla massima serie torna inoltre ad essere rappresentata la capitale Ankara (Gençlerbirliği).

### Formula
Le 18 squadre partecipanti si affrontano in due gironi di andata e ritorno simmetrici per un totale di 34 giornate. 
La prima classificata ottiene il titolo di campione di Turchia e si qualifica direttamente per la fase campionato di UEFA Champions League, mentre la seconda si qualifica per il secondo turno preliminare di Champions League. La terza e la vincitrice della Coppa di Turchia sono ammesse rispettivamente al secondo turno preliminare e ai playoff della UEFA Europa League, mentre la quarta è qualificata al secondo turno preliminare della UEFA Conference League. In caso di sovrapposizione (ad esempio se la vincitrice della Coppa è già qualificata tramite piazzamento in campionato), il posto europeo slitta alla successiva squadra meglio piazzata non ancora qualificata.
Le ultime tre classificate retrocedono direttamente in TFF 1. Lig e vengono rimpiazzate dalle prime tre della seconda divisione.

## Squadre partecipanti
| Club                | Stagione | Città                  | Stadio                            | Stagione precedente                        |
| ------------------- | -------- | ---------------------- | --------------------------------- | ------------------------------------------ |
| Alanyaspor          |          | Alanya                 | Stadio Alanya Oba                 | 14º posto in Süper Lig                     |
| Antalyaspor         |          | Adalia (Muratpaşa)     | Stadio di Adalia                  | 15º posto in Süper Lig                     |
| Beşiktaş            | dettagli | Istanbul (Beşiktaş)    | Beşiktaş Park                     | 4º posto in Süper Lig                      |
| Çaykur Rizespor     |          | Rize                   | Stadio Çaykur Didi                | 9º posto in Süper Lig                      |
| Eyüpspor            |          | Istanbul (Eyüpsultan)  | Stadio Recep Tayyip Erdoğan       | 6º posto in Süper Lig                      |
| Fatih Karagümrük    |          | Istanbul (Fatih)       | Stadio olimpico Atatürk           | 3º posto in 1. Lig, promosso               |
| Fenerbahçe          | dettagli | Istanbul (Kadıköy)     | Stadio Şükrü Saraçoğlu            | 2º posto in Süper Lig                      |
| Galatasaray         | dettagli | Istanbul (Sarıyer)     | Stadio Ali Sami Yen               | 1º posto in Süper Lig, campione di Turchia |
| Gaziantep           |          | Gaziantep (Şehitkamil) | Stadio metropolitano di Gaziantep | 12º posto in Süper Lig                     |
| Gençlerbirliği      |          | Ankara (Yenimahalle)   | Stadio Eryaman                    | 2º posto in 1. Lig, promosso               |
| Göztepe             |          | Smirne (Konak)         | Stadio Gürsel Aksel               | 8º posto in Süper Lig                      |
| İstanbul Başakşehir |          | Istanbul (Başakşehir)  | Stadio Başakşehir Fatih Terim     | 5º posto in Süper Lig                      |
| Kasımpaşa           |          | Istanbul (Beyoğlu)     | Stadio Recep Tayyip Erdoğan       | 10º posto in Süper Lig                     |
| Kayserispor         |          | Kayseri (Melikgazi)    | Stadio Kadir Has                  | 13º posto in Süper Lig                     |
| Kocaelispor         |          | Kocaeli (İzmit)        | Stadio di Kocaeli                 | 1º posto in 1. Lig, promosso               |
| Konyaspor           |          | Konya (Selçuklu)       | Stadio municipale metropolitano   | 11º posto in Süper Lig                     |
| Samsunspor          |          | Samsun (Canik)         | Stadio Samsun 19 maggio           | 3º posto in Süper Lig                      |
| Trabzonspor         |          | Trebisonda (Ortahisar) | Stadio Şenol Güneş                | 7º posto in Süper Lig                      |

## Allenatori e primatisti
| Squadra             | Allenatore          | Calciatore più presente | Cannoniere                                |
| ------------------- | ------------------- | ----------------------- | ----------------------------------------- |
| Alanyaspor          | João Pereira        |                         |                                           |
| Antalyaspor         | Emre Belözoğlu      |                         | Nikola Storm (2)                          |
| Beşiktaş            | Ole Gunnar Solskjær |                         | Tammy Abraham Rafa Silva (1)              |
| Çaykur Rizespor     | İlhan Palut         |                         |                                           |
| Eyüpspor            | Selçuk Şahin        |                         | Halil Akbunar Mame Thiam (1)              |
| Fatih Karagümrük    | Marcel Lička        |                         |                                           |
| Fenerbahçe          | José Mourinho       |                         |                                           |
| Galatasaray         | Okan Buruk          |                         | Barış Alper Yılmaz (3)                    |
| Gaziantep           | İsmet Taşdemir      |                         |                                           |
| Gençlerbirliği      | Hüseyin Eroğlu      |                         | Metehan Mimaroğlu (1)                     |
| Göztepe             | Stanimir Stoilov    |                         | Malcom Bokele Anthony Dennis Emersonn (1) |
| İstanbul Başakşehir | Çağdaş Atan         |                         | Ivan Brnić (1)                            |
| Kasımpaşa           | Shota Arveladze     |                         | Pape Habib Guèye (1)                      |
| Kayserispor         | Markus Gisdol       |                         | Miguel Cardoso (1)                        |
| Kocaelispor         | Selçuk İnan         |                         |                                           |
| Konyaspor           | Recep Uçar          |                         | Umut Nayir (2)                            |
| Samsunspor          | Thomas Reis         |                         | Carlo Holse Marius Mouandilmadji (1)      |
| Trabzonspor         | Fatih Tekke         |                         | Felipe Augusto Paul Onuachu (1)           |

## Classifica
Aggiornata al 18 agosto 2025
|  | Pos. | Squadra             | Pt | G | V | N | P | GF | GS | DR |
|  | ---- | ------------------- | -- | - | - | - | - | -- | -- | -- |
|  | 1.   | Konyaspor           | 6  | 2 | 2 | 0 | 0 | 7  | 1  | +6 |
|  | 2.   | Galatasaray         | 6  | 2 | 2 | 0 | 0 | 6  | 0  | +6 |
|  | 3.   | Antalyaspor         | 6  | 2 | 2 | 0 | 0 | 3  | 1  | +2 |
|  | 4.   | Samsunspor          | 6  | 2 | 2 | 0 | 0 | 3  | 1  | +2 |
|  | 5.   | Trabzonspor         | 6  | 2 | 2 | 0 | 0 | 2  | 0  | +2 |
|  | 6.   | Göztepe             | 4  | 2 | 1 | 1 | 0 | 3  | 0  | +3 |
|  | 7.   | Beşiktaş            | 3  | 1 | 1 | 0 | 0 | 2  | 1  | +1 |
|  | 8.   | İstanbul Başakşehir | 1  | 1 | 0 | 1 | 0 | 1  | 1  | 0  |
|  | 9.   | Kayserispor         | 1  | 1 | 0 | 1 | 0 | 1  | 1  | 0  |
|  | 10.  | Alanyaspor          | 1  | 1 | 0 | 1 | 0 | 0  | 0  | 0  |
|  | 11.  | Fenerbahçe          | 1  | 1 | 0 | 1 | 0 | 0  | 0  | 0  |
|  | 12.  | Çaykur Rizespor     | 1  | 2 | 0 | 1 | 1 | 0  | 3  | -3 |
|  | 13.  | Gençlerbirliği      | 0  | 2 | 0 | 0 | 2 | 1  | 3  | -2 |
|  | 14.  | Kasımpaşa           | 0  | 2 | 0 | 0 | 2 | 1  | 3  | -2 |
|  | 15.  | Kocaelispor         | 0  | 2 | 0 | 0 | 2 | 0  | 2  | -2 |
|  | 16.  | Fatih Karagümrük    | 0  | 1 | 0 | 0 | 1 | 0  | 3  | -3 |
|  | 17.  | Eyüpspor            | 0  | 2 | 0 | 0 | 2 | 2  | 6  | -4 |
|  | 18.  | Gaziantep           | 0  | 2 | 0 | 0 | 2 | 0  | 6  | -6 |

Legenda:
Legenda:
      Campione di Turchia e ammessa alla fase campionato della UEFA Champions League 2026-2027.
      Ammessa al secondo turno di qualificazione della UEFA Champions League 2026-2027.
      Ammessa al secondo turno di qualificazione della UEFA Europa League 2026-2027.
      Ammessa al secondo turno di qualificazione della UEFA Conference League 2026-2027
      Retrocesse in TFF 1. Lig 2026-2027
Regolamento:
Tre punti per la vittoria, uno per il pareggio, zero per la sconfitta.
Note:

## Risultati

### Tabellone
Ogni riga indica i risultati casalinghi della squadra segnata a inizio della riga, contro le squadre segnate colonna per colonna (che invece avranno giocato l'incontro in trasferta). Al contrario, leggendo la colonna di una squadra si avranno i risultati ottenuti dalla stessa in trasferta, contro le squadre segnate in ogni riga, che invece avranno giocato l'incontro in casa.
|                     | ALA  | ANT  | BJK  | ÇYR  | EYÜ  | FKG  | FNB  | GAL  | GFK  | GEN  | GÖZ  | İBF  | KAS  | KAY  | KOC  | KON  | SAM  | TRA  |
| ------------------- | ---- | ---- | ---- | ---- | ---- | ---- | ---- | ---- | ---- | ---- | ---- | ---- | ---- | ---- | ---- | ---- | ---- | ---- |
| Alanyaspor          | –––– |      |      |      |      |      |      |      |      |      |      |      |      |      |      |      |      |      |
| Antalyaspor         |      | –––– |      | 0-0  |      |      |      |      |      |      |      |      | 2-1  |      |      |      |      |      |
| Beşiktaş            |      |      | –––– |      | 2-1  |      |      |      |      |      |      |      |      |      |      |      |      |      |
| Çaykur Rizespor     |      |      |      | –––– |      |      |      |      |      |      | 0-3  |      |      |      |      |      |      |      |
| Eyüpspor            |      |      |      |      | –––– |      |      |      |      |      |      |      |      |      |      | 1-4  |      |      |
| Fatih Karagümrük    |      |      |      |      |      | –––– |      |      |      |      |      |      |      |      |      |      |      |      |
| Fenerbahçe          |      |      |      |      |      |      | –––– |      |      |      |      |      |      |      |      |      |      |      |
| Galatasaray         |      |      |      |      |      | 3-0  |      | –––– |      |      |      |      |      |      |      |      |      |      |
| Gaziantep           |      |      |      |      |      |      |      | 0-3  | –––– |      |      |      |      |      |      |      |      |      |
| Gençlerbirliği      |      | 0-1  |      |      |      |      |      |      |      | –––– |      |      |      |      |      |      |      |      |
| Göztepe             |      |      |      |      |      |      | 0-0  |      |      |      | –––– |      |      |      |      |      |      |      |
| İstanbul Başakşehir |      |      |      |      |      |      |      |      |      |      |      | –––– |      | 1-1  |      |      |      |      |
| Kasımpaşa           |      |      |      |      |      |      |      |      |      |      |      |      | –––– |      |      |      |      | 0-1  |
| Kayserispor         |      |      |      |      |      |      |      |      |      |      |      |      |      | –––– |      |      |      |      |
| Kocaelispor         |      |      |      |      |      |      |      |      |      |      |      |      |      |      | –––– |      | 0-1  |      |
| Konyaspor           |      |      |      |      |      |      |      |      | 3-0  |      |      |      |      |      |      | –––– |      |      |
| Samsunspor          |      |      |      |      |      |      |      |      |      | 2-1  |      |      |      |      |      |      | –––– |      |
| Trabzonspor         |      |      |      |      |      |      |      |      |      |      |      |      |      |      | 1-0  |      |      | –––– |

## Statistiche

### Squadre

#### Capoliste solitarie
|    | —— | —— | —— | —— | —— | —— | —— | —— | ——  | ——  | ——  | ——  | ——  | ——  | ——  | ——  | ——  | ——  | ——  | ——  | ——  | ——  | ——  | ——  | ——  | ——  | ——  | ——  | ——  | ——  | ——  | ——  | ——  | —— |  |
|    |    |    |    |    |    |    |    |    |     |     |     |     |     |     |     |     |     |     |     |     |     |     |     |     |     |     |     |     |     |     |     |     |     |    |  |
|    |    |    |    |    |    |    |    |    |     |     |     |     |     |     |     |     |     |     |     |     |     |     |     |     |     |     |     |     |     |     |     |     |     |    |  |
|    |    |    |    |    |    |    |    |    |     |     |     |     |     |     |     |     |     |     |     |     |     |     |     |     |     |     |     |     |     |     |     |     |     |    |  |
| 1ª | 2ª | 3ª | 4ª | 5ª | 6ª | 7ª | 8ª | 9ª | 10ª | 11ª | 12ª | 13ª | 14ª | 15ª | 16ª | 17ª | 18ª | 19ª | 20ª | 21ª | 22ª | 23ª | 24ª | 25ª | 26ª | 27ª | 28ª | 29ª | 30ª | 31ª | 32ª | 33ª | 34ª |    |  |

### Classifica in divenire
|                     | 1ª | 2ª | 3ª | 4ª | 5ª | 6ª | 7ª | 8ª | 9ª | 10ª | 11ª | 12ª | 13ª | 14ª | 15ª | 16ª | 17ª | 18ª | 19ª | 20ª | 21ª | 22ª | 23ª | 24ª | 25ª | 26ª | 27ª | 28ª | 29ª | 30ª | 31ª | 32ª | 33ª | 34ª |
|                     |    |    |    |    |    |    |    |    |    |     |     |     |     |     |     |     |     |     |     |     |     |     |     |     |     |     |     |     |     |     |     |     |     |     |
| ------------------- | -- | -- | -- | -- | -- | -- | -- | -- | -- | --- | --- | --- | --- | --- | --- | --- | --- | --- | --- | --- | --- | --- | --- | --- | --- | --- | --- | --- | --- | --- | --- | --- | --- | --- |
| Alanyaspor          |    | 1  |    |    |    |    |    |    |    |     |     |     |     |     |     |     |     |     |     |     |     |     |     |     |     |     |     |     |     |     |     |     |     |     |
| Antalyaspor         | 3  | 6  |    |    |    |    |    |    |    |     |     |     |     |     |     |     |     |     |     |     |     |     |     |     |     |     |     |     |     |     |     |     |     |     |
| Beşiktaş            |    | 3  |    |    |    |    |    |    |    |     |     |     |     |     |     |     |     |     |     |     |     |     |     |     |     |     |     |     |     |     |     |     |     |     |
| Çaykur Rizespor     | 0  | 1  |    |    |    |    |    |    |    |     |     |     |     |     |     |     |     |     |     |     |     |     |     |     |     |     |     |     |     |     |     |     |     |     |
| Eyüpspor            | 0  | 0  |    |    |    |    |    |    |    |     |     |     |     |     |     |     |     |     |     |     |     |     |     |     |     |     |     |     |     |     |     |     |     |     |
| Fatih Karagümrük    |    | 0  |    |    |    |    |    |    |    |     |     |     |     |     |     |     |     |     |     |     |     |     |     |     |     |     |     |     |     |     |     |     |     |     |
| Fenerbahçe          |    | 1  |    |    |    |    |    |    |    |     |     |     |     |     |     |     |     |     |     |     |     |     |     |     |     |     |     |     |     |     |     |     |     |     |
| Galatasaray         | 3  | 6  |    |    |    |    |    |    |    |     |     |     |     |     |     |     |     |     |     |     |     |     |     |     |     |     |     |     |     |     |     |     |     |     |
| Gaziantep           | 0  | 0  |    |    |    |    |    |    |    |     |     |     |     |     |     |     |     |     |     |     |     |     |     |     |     |     |     |     |     |     |     |     |     |     |
| Gençlerbirliği      | 0  | 0  |    |    |    |    |    |    |    |     |     |     |     |     |     |     |     |     |     |     |     |     |     |     |     |     |     |     |     |     |     |     |     |     |
| Göztepe             | 3  | 4  |    |    |    |    |    |    |    |     |     |     |     |     |     |     |     |     |     |     |     |     |     |     |     |     |     |     |     |     |     |     |     |     |
| İstanbul Başakşehir |    | 1  |    |    |    |    |    |    |    |     |     |     |     |     |     |     |     |     |     |     |     |     |     |     |     |     |     |     |     |     |     |     |     |     |
| Kasımpaşa           | 0  | 0  |    |    |    |    |    |    |    |     |     |     |     |     |     |     |     |     |     |     |     |     |     |     |     |     |     |     |     |     |     |     |     |     |
| Kayserispor         |    | 1  |    |    |    |    |    |    |    |     |     |     |     |     |     |     |     |     |     |     |     |     |     |     |     |     |     |     |     |     |     |     |     |     |
| Kocaelispor         | 0  | 0  |    |    |    |    |    |    |    |     |     |     |     |     |     |     |     |     |     |     |     |     |     |     |     |     |     |     |     |     |     |     |     |     |
| Konyaspor           | 3  | 6  |    |    |    |    |    |    |    |     |     |     |     |     |     |     |     |     |     |     |     |     |     |     |     |     |     |     |     |     |     |     |     |     |
| Samsunspor          | 3  | 6  |    |    |    |    |    |    |    |     |     |     |     |     |     |     |     |     |     |     |     |     |     |     |     |     |     |     |     |     |     |     |     |     |
| Trabzonspor         | 3  | 6  |    |    |    |    |    |    |    |     |     |     |     |     |     |     |     |     |     |     |     |     |     |     |     |     |     |     |     |     |     |     |     |     |

### Statistiche Individuali

#### Classifica marcatori
| Gol | Rigori |  | Giocatore          | Squadra     |
| --- | ------ |  | ------------------ | ----------- |
| 3   | 2      |  | Barış Alper Yılmaz | Galatasaray |
| 2   | 0      |  | Umut Nayir         | Konyaspor   |
| 2   | 0      |  | Nikola Storm       | Antalyaspor |